# 与謝野優
与謝野 優（よさの まさる、1969年1月21日 - ）は、日本の実業家。父は与謝野馨。祖父は与謝野秀、曽祖父は与謝野鉄幹、曽祖母は与謝野晶子。

## 来歴
東京都出身。慶應義塾大学法学部卒業。1992年 三菱商事（株）入社。2002年 東海旅客鉄道（株）入社。2015年7月 日本車輌製造U.S.A.INC財務役代理。2017年7月 東海旅客鉄道（株）総合技術本部技術企画部海外高速鉄道プロジェクトC&C事業室長。2024年6月 東海旅客鉄道（株）常務執行役員 事業推進本部副本部長。

## 人物
- これまでのキャリアを通して、米国、コロンビア、チリなどの事業に携わり、英語が堪能。英国への駐在経験もある。
- 大洋ホエールズ（現横浜DeNAベイスターズ）およびチーバくんの大ファン。
- ゴルフの腕前もたしかで、スライスとフックを自在に打ち分ける。
- 好きな食べ物はマンゴーとパイナップル。嫌いな食べ物はない。
- カラオケの十八番はQueenの「I Was Born To Love You」。ボン・ジョヴィの来日初公演に行ったことがある。